# Justicia gonzalezii
Justicia gonzalezii är en akantusväxtart som först beskrevs av Jesse More Greenman, och fick sitt nu gällande namn av J. Henrickson och P. Hiriart. Justicia gonzalezii ingår i släktet Justicia och familjen akantusväxter. Inga underarter finns listade i Catalogue of Life.